# Oxypogon
Oxypogon es un género de aves apodiformes de la familia Trochilidae (los colibríes), que agrupa a cuatro especies nativas del noroeste de América del Sur, cuyas reducidas áreas de distribución en regiones alto-andinas o montañosas adyacentes, se encuentran entre el oeste de Venezuela y el centro oeste de Colombia. A sus miembros se les conoce por el nombre de colibríes chivito o chivitos.

## Características
Los colibríes de este género son vistosos, con sus notables crestas empenachadas y sus barbas coloridas que se extienden hasta el pecho. Miden alrededor de 11 cm de longitud, el pico es diminuto. De color predominante pardo bronceado a verde oliva por arriba y pardo o ante por abajo. Las hembras son parecidas pero sin la cresta y la barba. Habitan en páramos y áreas arbustivas cercanas, laderas con pastizales arbustivos y bordes de bosques enanos.

## Taxonomía
El género Oxypogon fue propuesto por el ornitólogo británico John Gould en 1848, y la especie tipo subsecuentemente designada es Ornismia guerinii, actualmente Oxypogon guerinii.
Este género era considerado monofilético incluyendo apenas a O. guerinii, con cuatro subespecies. En 2013, un estudio morfológico y morfométrico propuso la elevación de los cuatro taxones a la condición de especies plenas. La elevación a especie fue reconocida en la Propuesta No 609 al Comité de Clasificación de Sudamérica (SACC).
Los estudios genéticos recientes indican que el género Chalcostigma es parafilético en relación a Oxypogon y Oreonympha; algunos autores defienden la fusión de Chalcostigma  y de Oreonympha dentro de Oxypogon. Sin embargo, la fusión fue rechazada en la Propuesta No 930 al SACC, debido a la insuficiencia de datos más conclusivos y a  la falta de muestreo de algunos taxones.

### Etimología
El nombre genérico masculino «Oxypogon» es una combinación de las palabras del griego «oxus» que significa ‘agudo, pontudo’, y «pōgōn» que significa ‘barba’.

## Lista de especies
Según las clasificaciones del Congreso Ornitológico Internacional (IOC) y Clements Checklist/eBird, el género agrupa a las siguientes especies con el respectivo nombre popular de acuerdo con la Sociedad Española de Ornitología (SEO), u otro:
| Imagen | Nombre científico    | Autor                 | Nombre común                        | Estado de conservación | Distribución |
| ------ | -------------------- | --------------------- | ----------------------------------- | ---------------------- | ------------ |
|        | Oxypogon stuebelii   | A.B. Meyer, 1884      | colibrí chivito del Nevado del Ruiz | VU                     |              |
|        | Oxypogon cyanolaemus | Salvin & Godman, 1880 | colibrí chivito de Santa Marta      | EN                     |              |
|        | Oxypogon lindenii    | (Parzudaki), 1845     | colibrí chivito de Mérida           | LC                     |              |
|        | Oxypogon guerinii    | (Boissonneau), 1840   | colibrí chivito de Bogotá           | LC                     |              |